# Persona 4 Arena
Persona 4 Arena, conosciuto anche come Persona 4: The Ultimate in Mayonaka Arena (ペルソナ4 ジ・アルティメットイン マヨナカアリーナ?, Perusona Fō Ji Arutimetto In Mayonaka Arīna) è un gioco picchiaduro, sequel delle vicende di Shin Megami Tensei: Persona 4, sviluppato dalla Atlus con la collaborazione della Arc System Works, e diretto da Kazuhisa Wada e Takumi Iguchiya. Mentre dello sviluppo della trama, i dialoghi e i personaggi se ne è occupato Atlus, l'Arc System Works si è occupato della grafica e, soprattutto, del gameplay, ispirato a quello di altri celebri picchiaduro prodotti, come  Guilty Gear e BlazBlue: Calamity Trigger. Sebbene sia da considerarsi uno spin off di Persona 4, soprattutto nelle meccaniche di gioco, che si differenziano da quest'ultimo e il resto dei titoli della serie Shin Megami Tensei: Persona, tutti JRPG, Katsura Hashino, membro dello staff di produttori della serie, ha dichiarato che è da considerarsi a tutti gli effetti un sequel della storia di Persona 4. 
Annunciato per la prima volta dalla rivista Famitsū nell'agosto del 2011, inizialmente solo per cabinato ed uscito esclusivamente in Giappone il 1º marzo 2012, è stato poi pubblicato anche per console PlayStation 3 e Xbox 360 il 26 luglio 2012, e successivamente ha raggiunto anche l'America il 7 agosto 2012 e soltanto il 10 maggio 2013 l'Europa.
La versione americana del gioco è stata la prima a presentare il blocco regionale su PlayStation 3.

## Trama
Il gioco è ambientato un paio di mesi dopo la fine degli eventi di Persona 4, durante la Golden Week, in cui il protagonista (ribattezzato col nome Yu Narukami) farà ritorno ad Inaba per ritrovare i suoi amici. Nel frattempo, però, il Midnight Channel torna in onda e trasmette il promo del P-1 Grand Prix, un torneo di combattimento tra Yu e i suoi compagni diretto dal Generale Teddie. Il Team di Investigazione decide dunque di tornare in azione e indagare entrando nel Mondo della TV anche perché, nel frattempo, Teddie, Kanji e Rise sembrano essere scomparsi nel nulla. Non appena giunti nell'altra dimensione, però, i ragazzi si ritrovano in un dungeon che ripropone la Yasogami High, la loro scuola, e per motivi misteriosi la loro mente viene plagiata e offuscata da illusioni che li spingono a combattersi a vicenda. A questi combattimenti prenderanno parte anche i personaggi di Persona 3, membri di una squadra che investiga sui casi riguardanti le Ombre, gli "Agenti Ombra", che giungono ad Inaba per indagare sulla sparizione di una parte del carico di un aereo dirottato proveniente da Yakushima sul quale si trovava Mitsuru, a capo del Gruppo Kirijo e di una missione per il recupero di Labrys, un vecchio modello d'Arma di Soppressione anti-Ombre.
Durante il gioco il giocatore controllerà il personaggio che avrà scelto e che sarà protagonista della propria modalità storia, col quale dovrà affrontare gli altri membri del Team in scontri uno contro uno, al termine dei quali solo il vincitore potrà avanzare, mentre il perdente sarà costretto a rimanere intrappolato nel luogo in cui si è svolto il combattimento bloccato da una serie di muri invisibili. Durante l'esplorazione il protagonista della modalità storia si imbatterà in una misteriosa ragazza che si definisce la presidentessa del consiglio studentesco e sembra inconsapevole di trovarsi nel Mondo della TV, che lo affiancherà fino ad arrivare nella Sala Annunci per confrontarsi contro il Generale Teddie e porre fine al torneo.

## Modalità di gioco
Come già detto Persona 4 Arena possiede molte meccaniche dei picchiaduro ad incontri di altri titoli dell’Arc System Works, che coinvolgono, ad esempio, i movimenti dei personaggi controllabili attraverso gli scatti in avanti "running dashes", all'indietro "backdashes" e in aria "air dashes".
I comandi di combattimento consistono negli attacchi diretti col personaggio,  A (Attacco Leggero) e B (Attacco Forte), e quelli "speciali" compiuti col Persona,  C (Attacco unico) e D (Attacco continuato). I Persona di ogni personaggio (eccetto quello dell'Ombra di Labrys) una volta compiuto l'attacco scompaiono, tuttavia il giocatore può evocarli ed usarli premendo i tasti C e D quante volte verrà, almeno finché non si verificherà un " Persona Break", che avviene dopo che l'indicatore composto di 4 carte al disotto la barra dell'energia si esaurisce dopo che l'avversario avrà colpito e distrutto il Persona, e finché non si ricarica totalmente (operazione che richiede circa 10 secondi), il personaggio sarà costretto a combattere senza Persona.
Il giocatore attaccando può eseguire una serie di combo e mosse speciali: l' "Auto-Combo", utile per i novizi o comunque coloro non abituati a giocare ai picchiaduro, che viene compiuta premendo 4-5 volte il tasto A, e quindi dopo aver attaccato 3 volte con Attacchi Leggeri l'avversario, quest'ultimo poi subirà Skill Attack o Special Attack, attacchi peculiari del personaggio che si è scelto; la "P Combo", in cui il giocatore alterna Attacchi Leggeri con Attacchi Forti; la "Gyakugire Action" (o "Furious Action"), una serie di mosse speciali difensive che permettono al personaggio di rovesciare le sorti della battaglia con attacchi anti-aerei che danno attimi d'invincibilità o una mossa di contrattacco. Usando una di queste mosse, però, parte della barra della vita del personaggio diventa di colore blu che può essere recuperata, a meno che non riceva danni dall'avversario. Vi è infine l' "All-Out Rush", una versione minore dell'All-Out Attack di Persona 4, in cui il personaggio aggancia e si azzuffa con l'avversario, potendolo lanciare in aria o spingerlo all'indietro e continuare in seguito ancora con una combo di attacchi. Dal gioco originale, inoltre, Persona 4 Arena eredita anche lo "Status Ailment", in cui il giocatore, ricevendo alcuni attacchi speciali, subisce un cambio di stato che può influire sui suoi movimenti, come lo stato di shock, che non gli permetterà di muoversi, o quello di panico/confusione in cui i movimenti saranno invertiti.
Indicatore delle mosse speciali è la barra SP posta in basso allo schermo, che viene riempita durante la battaglia man mano che si infliggeranno danni all'avversario, o ci si difenderà dai suoi attacchi, fino a raggiungere il suo massimo a 150 punti. Usando uno Skill Attack (come lo Swift Strike di Yu, o l'Agneyastra di Chie), o uno Special Attack (come l'Agydine di Yukiko, o il Garudyne di Yosuke), il personaggio consuma parte di SP (in genere 50 punti), come del resto accade adoperando mosse come il "Guard Cancel" (ovvero la posizione di guardia viene cancellata e, premendo contemporaneamente il tasto per andare in avanti e quelli A e B assieme, diverrà un attacco che spinge via l'avversario) o uno Skill Boost (che consuma 25 punti SP e il personaggio, attorniato da un'aura blu, potrà compiere attacchi più potenti, mosse speciali o recuperare leggermente energia). Infine vi è l' "Instant Kill", che consuma 100 punti SP, una mossa che lascia senza scampo l'avversario, che riceve un KO istantaneo.
Quando la barra della salute di un personaggio raggiunge il 35%, quest'ultimo entra in una condizione di "Stato di Risveglio" in cui la barra degli SP giunge al suo massimo e può ricevere poi nel combattimento un'istantanea ricarica di 50 punti e la sua difesa viene rafforzata;è possibile attivare tale condizione anche attraverso, ad esempio, la meccanica dell'energia blu, evitando di subire danni diretti e recuperando tale parte di energia. 
Al disotto la barra della salute, vi è quella del "Burst", che quando sarà piena permette al giocatore, premendo assieme i tasti A, C e D, di compiere un attacco invincibile. Quando tale barra non è completa, sarà sostituita da una B di colore scuro che diventerà sempre più chiara e, quindi, si riempirà man mano che si subiscono danni, mentre se ci si troverà in una condizione neutrale (dove, ovvero, né si attaccherà né si subiranno danni né ci si difenderà) impiegherà 90 secondi per poter raggiungere il suo massimo. Se si userà il Burst alla fine dello scontro, nel successivo round questo sarà indisponibile dato che si partirà con la barra vuota e occorrerà dunque attendere finché non si ricarica; esso verrà disattivato e sarà indisponibile anche nella situazioni in cui non sarà possibile usare il proprio Persona (come il Persona Break o se si è "silenziati"). Vi sono anche vari Burst alternativi, come il "Max Burst", usato in condizione neutrale e che respingerà l'avversario e permette al giocatore di ricevere ben 100 punti SP ed inoltre permetterà alla barra, dopo l'uso, di non svuotarsi totalmente, ma di stanziarsi sul 25%, anche se il giocatore durante o subito dopo il Max Burst non potrà effettuare nessuna combo di attacchi. Ed infine il "Defensive Burst" che può essere usato, appunto, mentre ci si difende o si ricevono danni per respingere via l'avversario e spezzare la sua combo di attacchi, anche se dopo l'uso svuota la barra.
Oltre a poter parare direttamente i colpi dell'avversario e del suo Persona o usando il "Guard Cancel",  vi sono maniere alternative di difendersi con le "Azioni Evasive" con cui si può schivare, evitare con un saltello ("Hop")  l'attacco o la presa del nemico, o lo "Sweep" in cui gli si infliggerà un colpo basso che lo farà cadere e lo renderà vulnerabile agli attacchi. Tuttavia cercando di sfuggire al combattimento arretrando o difendendosi per troppo a lungo può costare al giocatore dapprima un "Negative Warning"  e in seguito un "Negative Penalty", per cui i danni che riceverà aumentano di potenza del 50%, e occorrerà un certo periodo di tempo, in cui dovrà attaccare, prima di poter eliminare tale condizione di penalità.
Nella versione console del gioco, oltre lo "Modalità Storia", dove si segue la storia attraverso il punto di vista del personaggio che si è scelto, e quella "Arcade", una versione sintentizzata della precedente, vi sono tante altre opzioni, come la "Modalità Lezione" in cui, appunto, il giocatore può imparare le basi e i meccanismi di gioco e dei combattimenti, la "Modalità Score Attack", versione più complicata della "Modalità Arcade", in cui il personaggio scelto dovrà confrontarsi con avversari via via sempre più potenti e difficili da battere, ed infine la "Modalità Sfida", in cui il giocatore durante il combattimento dovrà effettuare combo via via sempre più avanzate ed elaborate, per poi giungere alla sfida finale in cui si deve provare di aver raggiunto la padronanza di quel specifico personaggio, ad esempio compiendo un'altissima combo per produrre un alto numero di danni. Vi sono poi le modalità in cui il giocatore può cimentarsi nel multiplayer: quella normale, la "Modalità Versus", e quella online, la "Modalità Network", suddivisa in "Ranked Matches" e "Player Matches".

## Sequel
Inizialmente pubblicato esclusivamente in Giappone come videogioco arcade nel novembre 2013, è stato successivamente diffuso anche per console PS3 e Xbox 360 il sequel chiamato Persona 4 Arena Ultimax o Persona 4: The Ultimax Ultra Suplex Hold, già pubblicato in patria nell'agosto 2014, in America è uscito a fine settembre, mentre in Europa è poi arrivato il 21 novembre. Il gioco è ambientato nella stessa Golden Week, il giorno dopo gli eventi di Persona 4 Arena, dal quale eredita molti aspetti di gioco, e vede l'introduzione di novità come ad esempio nuove musiche, nuovi personaggi, perlopiù membri degli Agenti Ombra, e alcune modifiche alle meccaniche di gioco e il gameplay.

## Colonna sonora
Direttore delle musiche è Atsushi Kitajoh, con la collaborazione di Shoji Meguro, il compositore ufficiale della serie Persona.  Mentre due brani sono arrangiamenti di Kitajoh di temi musicali (Reach Out the Truth e Hearful Cry) di Persona 3 e Persona 4, tutti gli altri sono nuovi, in particolare la opening "Best Friends", cantata da Yumi Kawamura, e la ending "Now I know", con Shihoko Hirata. Il primo CD, Persona 4: The Ultimate in the Mayonaka Arena Original Soundtrack Original Arrange Soundtrack CD, è stato pubblicato in Giappone il 4 agosto 2012, e poi successivamente il 22 agosto 2012 è stato prodotto quello definitivo ed originale, Persona 4: The Ultimate in the Mayonaka Arena Original Soundtrack, con all'interno un totale di ventitré brani; la versione inglese, P4U Original Arrange Soundtrack CD, invece è stata data in regalo a coloro che hanno preordinato il gioco.

## Manga
Persona 4 Arena (ペ ル ソ ナ 4 ジ · ア ル テ ィ メ ッ ト イ ン マ ヨ ナ カ ア リ ー ナ?) è l'adattamento manga del gioco. È stato scritto da Aiyakyuu e pubblicato mensilmente sulla rivista Dengeki Black Maoh a partire dal 7 agosto 2012. Il manga è suddiviso in sedici capitoli e la trama del gioco, passa tra il punto di vista dei diversi personaggi che si affrontano nel torneo. Principalmente la storia si concentra attraverso il punto di vista di Yu Narukami, Mitsuru Kirijo, Naoto Shirogane, Aigis e Yosuke Hanamura.